# Undula
Undula is een geslacht van buikharigen uit de familie Chaetonotidae. De wetenschappelijke naam van het geslacht werd in 1991 voor het eerst geldig gepubliceerd door Kisielewski.

## Soorten
- Undula paraensis Kisielewski, 1991

### Synoniemen
- Undula paraënsis Kisielewski, 1991 =>Undula paraensis Kisielewski, 1991 (invalid following ICZN article 32.5.2.1)